# Grass Patch
Grass Patch is een plaats in de regio Goldfields-Esperance in het zuidoosten van West-Australië. Het ligt in het landbouwdistrict Shire of Esperance, 765 kilometer ten oostzuidoosten van Perth, 132 kilometer ten zuiden van Norseman en 86 kilometer ten noorden van Esperance. In 2021 telde Grass Patch 113 inwoners.

## Geschiedenis
De oorspronkelijke bewoners van de streek waren de Kalaako Aborigines.
Rond 1896 werd er een boerderij gevestigd die Grass Patch werd genoemd. De Grass Patch hofstede werd gebouwd in 1904. In 1910, toen de overheid een spoorweg van Norseman naar Esperance plande, vroegen bewoners in de streek om er een dorp te stichten. Het zou echter nog 15 jaar duren vooraleer de spoorweg werd aangelegd.
In 1923 werd het dorp gesticht. Het werd eerst Warden genoemd maar veranderde nog hetzelfde jaar van naam. Het dorp werd Grass Patch vernoemd naar de boerderij. Grass Patch Hotel, de ontmoetingsplaats voor de landbouwers uit de streek, werd in 1926 gebouwd. Ook de dorpswinkel werd dat jaar geopend, door de Thompsons, de eerste eigenaars van de Grass Patch boerderij.
In 1949 werd een onderzoeksstation geopend in Gibson. Men ontdekte er dat de ondergrond in de streek te weinig sporenelementen bevatte voor de landbouw maar dat door toevoeging ervan de grond geschikt was voor de teelt van gewassen en vee.

## 21e eeuw
Grass Patch is gelegen in het landbouwdistrict Shire of Esperance. Alle overheidsdienstverlening, op een basisschooltje na, bevindt zich in Esperance.
Het is een verzamel- en ophaalpunt voor de oogst van de graanproducenten uit de streek die bij de Co-operative Bulk Handling Group aangesloten zijn.

## Transport
Grass Patch ligt langs de Coolgardie–Esperance Highway. De GE3 busdienst van Transwa tussen Kalgoorlie en Esperance houdt er driemaal per week halt.
De Esperance Branch Railway loopt langs Grass Patch maar er maken enkel goederentreinen van de spoorweg gebruik.